# Catenaria vermicola
Catenaria vermicola är en svampart som beskrevs av Birchf. 1960. Catenaria vermicola ingår i släktet Catenaria och familjen Catenariaceae.   Inga underarter finns listade i Catalogue of Life.